# Aerolíneas-Argentinas-Flug 670
Aerolíneas-Argentinas-Flug 670 (Flugnummer: AR670) war ein planmäßiger Inlandsflug der staatlichen Fluggesellschaft Aerolíneas Argentinas von Buenos Aires nach San Carlos de Bariloche. Am 8. Dezember 1957 starben auf diesem Flug 61 Menschen an Bord einer Douglas DC-4, nachdem die Maschine aufgrund von extremen Turbulenzen im Flug auseinandergerissen worden war.
Bei dem Unfall handelte es sich bis zum Aerolíneas-Argentinas-Flug 644 um den schwersten Flugunfall in Argentinien, mittlerweile ist es der drittschwerste hinter dem LAPA-Flug 3142.

## Maschine
Die eingesetzte Douglas DC-4 war 1944 für die United States Army Air Forces (USAAF) als C-54B-5DO (Werknummer 27227, USAAF-Seriennummer 44-9001) gebaut worden. Die United Air Lines kaufte die Maschine nach Kriegsende und ließ sie in eine zivil nutzbare DC-4 umbauen. Sie wurde auf den Namen Mainliner Lake Ontario getauft und ging bei der United Airlines im März 1946 mit dem Luftfahrzeugkennzeichen N30049 in Betrieb. Im Januar 1957 wurde die Maschine ausgesondert und an die Aerolíneas Argentinas verkauft, wo sie ab dem 1. Mai 1957 mit dem neuen Luftfahrzeugkennzeichen LV-AHZ betrieben wurde. Die Maschine war mit vier Sternmotoren des Typs Pratt & Whitney R-2000-2SD-13G Twin Wasp ausgestattet. Sie wurde auf touristischen Flügen zwischen der Hauptstadt Buenos Aires und den Städten Baía Blanca und Bariloche eingesetzt.

## Passagiere und Besatzung
Den Flug von Buenos Aires nach Bariloche hatten 55 Passagiere angetreten. Es befand sich eine sechsköpfige Besatzung an Bord, bestehend aus einem Flugkapitän, einem Ersten Offizier, einem Flugingenieur, einem Bordfunker und zwei Flugbegleitern.

## Flugverlauf
Gegen Ende des Jahres 1957 reisten Tausende von argentinischen und ausländischen Touristen durch Argentinien, um die Feiertage zwischen Weihnachten und Neujahr in den Touristenregionen Patagoniens zu verbringen. Zusätzlich zu Bus- und Bahnverbindungen wurden den Touristen Direktflüge von Aerolíneas Argentinas angeboten, zu denen etwa auch der Flug AR670 gehörte, der mit der neu erworbenen Douglas DC-4 durchgeführt.
Am Nachmittag des 8. Dezember 1957 wurde die Douglas DC-4 LV-AHZ für den Flug AR670 (Buenos Aires-Bariloche) vorbereitet. Nachdem die 55 Passagiere und 6 Besatzungsmitglieder die Maschine bestiegen hatten, führte die DC-4 den Startlauf vom Flughafens Ezeiza in Buenos Aires durch und hob um 15:54 Uhr in Richtung Südwesten ab.

## Unfallhergang
Der Flug verlief reibungslos, bis die Besatzung außerhalb von Buenos Aires auf eine riesige Kaltfront stieß. Um ein Durchfliegen von Turbulenzen zu vermeiden, ließ der Kapitän, der die Maschine unter Instrumentenflugregeln flog, die DC-4 von 2100 Fuß auf 2400 Fuß steigen, während der Bordfunker die Flugsicherung über das Auftreten einer Kaltfront auf der Route in Kenntnis setzte. Die Flugsicherung genehmigte den Steigflug via Telegrafenkommunikation, da der herannahende Sturm den Funkverkehr störte.
Nach dem kurzen Funkkontakt bestätigte die Besatzung von Flug AR670 ihre Position nicht erneut gegenüber der Flugsicherung, was darauf schließen ließ, dass die Maschine in Probleme geraten war.

## Nach dem Absturz
Gegen 17 Uhr hörten Eisenbahner, die am Bahnhof Bolivar arbeiteten, eine laute Explosion. Der Bahnhofsvorsteher nahm an, es handele sich um einen Eisenbahnunfall, versammelte Mitarbeiter und bestieg ein Wartungsfahrzeug östlich von Bolivar. In diesem Moment brach ein schwerer Sturm mit Starkregen und Windgeschwindigkeiten von fast 100 km/h über Bolivar herein. An einem Punkt entlang der Eisenbahnstrecke sahen die Eisenbahnmitarbeiter eine Rauchsäule aufsteigen. Als sie den Ort erreichten, fanden sie dort eine Gruppe von Bauern vor, die nach der Explosion zu der Stelle geeilt waren. Die berittene Gruppe hatte an der Stelle Flugzeugwrackteile und verkohlte Menschenkörper vorgefunden. Unter den Toten befanden sich 13 frischverheiratete Paare, die zu ihren Flitterwochen aufgebrochen waren.

## Bergungsarbeiten
Die Bergung der Leichen wurde durch den einsetzenden Sturm erschwert. Der Abtransport wurde schließlich mit Planwagen, Zügen und Hubschraubern der Argentinischen Streitkräfte durchgeführt.

## Unfalluntersuchung
Die argentinische Behörde für die Untersuchung von Unfällen in der Zivilluftfahrt (JIAAC) leitete wenige Tage nach dem Unfall Untersuchungen ein. Nach einer Analyse der wenigen verfügbaren Daten und Indizien in Form von Flugzeugwrackteilen und Wetterberichten wurde festgestellt, dass die Maschine versehentlich in eine Sturmregion mit Windgeschwindigkeiten von über 100 km/h geflogen worden war. Die Sicht war schlecht und das Flugzeug flog über die Region in einer geschätzten Höhe von 100 bis 150 m über dem Boden, als es strukturellen Belastungen ausgesetzt war, die die Betriebsgrenzen der Maschine überschritten. Durch die starken Belastungen wurde ein Teil der linken Tragfläche abgerissen. Die abgerissenen Trümmer flogen gegen das Heckleitwerk und beschädigten das Seitenruder und die Höhenruder, sodass die Maschine nicht mehr kontrollierbar war, zu Boden stürzte und explodierte.

## Folgen
Dieser und ähnliche Unfälle wurden durch das Fehlen von Wetterradaren an argentinischen Flughäfen begünstigt. Staatliche Investitionen in die Modernisierung der Luftfahrtinfrastruktur erfolgten erst Mitte der 1970er-Jahre. Die Modernisierung der Flughäfen und der Erwerb modernerer Flugzeuge ermöglichten Fluglotsen und Besatzungsmitgliedern, sicher zu fliegen sowie Stürme und Turbulenzen zu meiden.